# Straight from the Lab
Straight from the Lab — второй микстейп американского рэпера Эминема. Это неофициальный релиз, включающий в себя неизданные ранее треки. Эминем, скорее всего, знал, что EP просочился в интернет в 2003 году, но ничего не предпринял. Неизвестно, кто и как устроил утечку.

## Информация о треках
1) «Monkey See, Monkey Do» — нигде кроме этого EP не издавался. Песня является диссом на всех врагов Эминема, но он не упоминает ничьих имён. В аутро Эминем говорит: «This aint chess. Ya playin' motherfuckin' checkers. This shit is all day man its too easy. We playin' chess, you playin' checkers!», что является намеком на дисс рэпера Jadakiss «Checkmate».
2) «We As Americans» — позже будет включен в бонус-диск Encore. Эта песня привлекла внимание ФБР за слова: «Fuck money I don’t rap for dead presidents / I’d rather see the president dead». В версии на «Encore», «dead» заскречено, и мы слышим «head».
3) «Love You More» (другое название «The More You Put Me Through») — также появится на бонус-диске Encore. Песня о сложных взаимоотношениях Эминема и его бывшей жены Ким Мэтерс.
4) «Can-I-Bitch» — комедийный дисс на рэпера Canibus, с которым у Эминема давняя вражда.
5) «Bully» — дисс на Бензино, бывшего редактора хип-хоп журнала The Source. Бензино (наст. имя Рэй Скотт), наверное, главный враг Эминема. Скотт первый начал биф. Эминем в этой песне скорее поет, чем читает.
6) «Come On In» — позже будет на альбоме D12 «D12 World», только с немного изменённой музыкой. В альбоме D12 World эта песня называется «6 In The 1 Morning».
7) «Doe Rae Me» — дисс на Ja Rule, записанный совместно с Оби Трайсом и D12. Дочь Эминема Хейли Джейд говорит в интро и аутро песни. Сам Эминем не читает в песне, но поёт припев и иногда выкрикивает фразы вроде: «Gonna shoot the shit outa you little fucking midgets, Hailie will whip your motherfucking asses».

## Иногда включают в EP
- «Stimulate»
- «Scary Movie»

## Список композиций
| №  | Название                                                      | Producer(s)               | Длительность |
| -- | ------------------------------------------------------------- | ------------------------- | ------------ |
| 1. | «Monkey See, Monkey Do»                                       | Eminem                    | 3:40         |
| 2. | «We Are Americans»                                            | Eminem, L. Resto          | 4:59         |
| 3. | «Love You More»                                               | Dr. Dre, Eminem, L. Resto | 4:56         |
| 4. | «Can-I-Bitch»                                                 | Mike Elizondo             | 5:06         |
| 5. | «Bully»                                                       | Eminem                    | 5:17         |
| 6. | «Come on In» (featuring D12)                                  | Eminem                    | 4:34         |
| 7. | «Hailies Revenge (Doe Rae Me)» (featuring D12 and Obie Trice) | Kon Artis                 | 5:14         |